# (14542) Karitskaya
(14542) Karitskaya est un astéroïde de la ceinture principale.

## Description
(14542) Karitskaya est un astéroïde de la ceinture principale. Il fut découvert le 29 septembre 1997 à l'observatoire Goodricke-Pigott par Roy A. Tucker. Il présente une orbite caractérisée par un demi-grand axe de 3,07 UA, une excentricité de 0,10 et une inclinaison de 10,4° par rapport à l'écliptique.

## Compléments